# Дэнта
Дэнта́ (кит. упр. 灯塔, пиньинь Dēngtǎ) — городской уезд городского округа Ляоян провинции Ляонин (КНР).

## История
В 1968 году из города Ляоян был выделен район Дэнта, названный так по находившемуся на его территории посёлку Дэнта. В 1980 году статус района был повышен до уезда, а в 1996 уезд был преобразован в городской уезд.

## Административное деление
Городской уезд Дэнта делится на 3 уличных комитета, 10 посёлков и 1 волость.

## Соседние административные единицы
На юге городской уезд Дэнта граничит с районами Гуанчанлин и Тайцзыхэ, а также с уездом Ляоян. На северо-западе он граничит с территорией города субпровинциального значения Шэньян, на северо-востоке — с городским округом Бэньси.